# The West Pole
The West Pole – dziewiąty album studyjny holenderskiego zespołu muzycznego The Gathering, wydany w roku 2009. Na tym albumie po raz pierwszy pojawiła się nowa wokalistka, Silje Wergeland. Ponadto gościnnie wystąpiła Marcela Bovio.

## Lista utworów
1. "When Trust Becomes Sound" – 3:53
2. "Treasure" – 4:06
3. "All You Are" – 4:34
4. "The West Pole" – 6:35
5. "No Bird Call" – 5:38
6. “Capital of Nowhere" – 6:35
7. "You Promised Me a Symphony" – 2:54
8. "Pale Traces" – 7:46
9. "No One Spoke" – 4:32
10. "A Constant Run" – 7:44

## Twórcy
- Silje Wergeland - wokal, pianino
- René Rutten - gitara, flet
- Marjolein Kooijman - gitara basowa
- Hans Rutten - perkusja
- Frank Boeijen - instrumenty klawiszowe

### Występy gościnne
- Marcela Bovio - wokal w Pale Traces
- Anne van den Hoogen - wokal w Capital Of Nowhere, sentencje wypowiadane przez megafon w When Trust Becomes Sound i Treasure
- Jos van den Dungen - skrzypce i altówka w Treasure, All You Are, The West Pole, Pale Traces i No Bird Call
- John Mitchell - wiolonczela w All You Are, The West Pole, Pale Traces i No Bird Call
- Marije de Jong i Jonas Pap - narracja w The West Pole